# 비주얼계

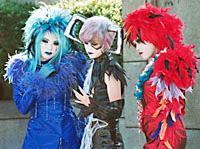

비주얼계(ビジュアル系 또는 ヴィジュアル系 또는 V系, Visual kei)는 일본의 대중음악계, 특히 록 밴드에 존재하는 경향, 양식 중 하나이다. 비주얼계적인 특징을 가진 밴드들이 활동하는 씬을 지칭하기도 한다.
축약하여 V계라고 부르거나, 한국에서는 흔히 비주얼 록이라고 부른다.
특정의 사운드를 칭하는 말이 아닌, 시부야계와 같이 청자의 감각적인 판단에 의존하는 부분이 큰 대중음악의 갈래이다. 보통 화장, 화려한 헤어스타일을 비롯한 현란한 차림새를 가장 큰 특징으로 보지만, 이것이 반드시 비주얼계의 필수요소라고는 할 수 없다.

## 기원과 발전
일반적으로 X-JAPAN, BUCK-TICK, D'ERLANGER, COLOR과 같은 80년대 밴드들이 비주얼계의 시초로 받아들여지며, 명칭 자체는 X-JAPAN의 캐치 프레이즈 PSYCHEDELIC VIOLENCE CRIME OF VISUAL SHOCK에서 온 것이라는 것이 유력한 설명이다.
그들의 영향을 받은 LUNA SEA, GLAY, 말리스 미제르, Kuroyume, Janne Da Arc, Dir en grey와 같은 90년대에 등장한 밴드들이 대중적인 인기를 얻으면서 이른바 비주얼계 붐이 도래하였다.

## 21세기의 비주얼계 (네오 비주얼계)
2000년도 전후에 이르러 주요 밴드들의 해산과 활동 중지 등으로 메이저 일본대중음악에서의 비주얼계는 전성기와 비교하여 크게 쇠퇴하게 된다. 한편, 인디즈에서 밴드명이 알파벳 표기가 아닌 가타가나 또는 히라가나 표기인 밴드들이 급증하고, 장르의 다양화가 가속화되었다. 라이브 공연에서 과거에 없던 밝은 분위기를 연출하는 등 엔터테인먼트 성이 짙어지는 경향도 나타난다.
2005 ~ 2006년 무렵부터 비주얼계의 성장이 두드러지기 시작하여 시도, 플라스틱 트리, 나이트메어, 아리스 나인, 가젯토, 키류 등 오리콘 톱10 진입, 일본 무도관 공연이 가능할 정도의 흥행력을 갖춘 밴드들이 등장하게 되었다. 다른 비주얼 밴드보다 화장이 짙지 않고 연한밴드들을 네오 비주얼계라고 명명한다.

## 음악적 특징
기본적으로 비주얼계는 음악의 양식이 정해져있지 않은 까닭에, 초기에는 글램 록의 중성적인 비주얼적 특징과 하드 록, 헤비 메탈에 영향을 받은 음악이 주류를 이뤘지만 현재는 고딕 록, 인더스트리얼에서 듣기 쉬운 제이 팝, 엔카, 힙합, 테크노를 접목시킨 밴드까지도 찾아볼 수 있다.

## 논의: '비주얼계'에 대한 부정
'비주얼계'의 정의에 대해 의견이 분분하고 비하의 의미로 받아들이기도 하므로, 대중적으로는 비주얼계로 분류되는 밴드일지라도 본인들은 이를 부정하는 경우도 드물지 않다.
한 예로 음악잡지 uv Vol.102의 인터뷰에서 L'Arc~en~Ciel의 Bassist이자 리더, Tetsuya(TETSU69)는 비주얼계로 분류되는 것에 대한 강한 거부감을 표시했다.

## 'ViSUAL K-ROCK' [대한민국의 비쥬얼락]

### 前) EverSpirit Bassist '西海星'
에버스피릿 EverSpirit - Clump [Club W.A.S.P.! 라이브] 

## 같이 보기
- 일본의 록 음악